# 見張塔からずっと
「見張塔からずっと」（みはりとうからずっと、All Along the Watchtower) は、ボブ・ディランが作詞・作曲した楽曲。

## ボブ・ディランのバージョン
1967年12月27日発売のアルバム『ジョン・ウェズリー・ハーディング』に収録された。シンプルで鋭い旋律と含蓄に富む歌詞によってディランの精髄を示す作品とされ、彼のコンサートで歌われることも多い。
『偉大なる復活』（1974年）、『武道館』（1978年）、『ディラン&ザ・デッド』（1989年）、『MTVアンプラグド』（1995年）などのライブアルバムにも収録されている。『偉大なる復活』のバージョンはシングル・カットされた。
歌詞は『聖書』「イザヤ書」第21章の、見張り塔から馬に乗った二人の男が来るのが見えたとき、堕落したバビロンが崩壊したことを知るという逸話を踏まえており、ディランは二人の男に道化師と泥棒、見張り人に王子達を配して、彼の社会観を象徴する寓話的な内容に仕立てている。

## ジミ・ヘンドリックスのバージョン
ザ・ジミ・ヘンドリックス・エクスペリエンスは「見張り塔からずっと」をカバーしている（日本での題は「ウォッチタワー」）。最初は1968年9月21日、アメリカでシングルA面曲として発表された。その後、同年10月発売のアルバム『エレクトリック・レディランド』にも収録された。10月19日から10月26日にかけてビルボード・Hot 100で2週連続20位を記録した（ヘンドリックスにとってのビルボード最高位）。英国ではチャートの5位を記録した。
レコーディングにはエクスペリエンスの2人（ヘンドリックス（ベーシストもヘンドリックスが務めている）、ドラマーのミッチ・ミッチェル）のほか、サイドギターでデイブ・メイスン、パーカッションでブライアン・ジョーンズが参加している。
ディランはこのカバーを「この曲の権利の半分くらいはヘンドリックスのもの」、「これが公式の完成版」などと絶賛し、コンサートではこれに近いスタイルで演奏することが多くなったという。
ヘンドリックスのバージョンは「ローリング・ストーンの選ぶオールタイム・グレイテスト・ソング500」（2010年版）で47位にランクされている。また、2000年に、イギリスの雑誌「トータル・ギター」が選んだ「これまでで最もすぐれたカヴァー・バージョン」、及びイギリスの新聞「デイリー・テレグラフ」の音楽評論家が2004年に選出した「ベスト・カヴァー・ソングTOP50」では1位となった。ロックの殿堂の「ロックン・ロールの歴史500曲（500 Songs that Shaped Rock and Roll）」の1曲にも選出されており、2001年、グラミーの殿堂入りを果たしている。

## U2のバージョン
U2のアルバム『U2／魂の叫び（Rattle and Hum）』収録。
1987年11月11日、サンフランシスコのジャスティン・ハーマン・プラザで開かれたフリーライブの演奏で、1ヶ月前に史上最大規模で株価が暴落したブラックマンデーがあったということで、ボノはこのライブを「Save The Yuppie」と呼んでいる。
実はBoyツアーで1度演奏したことがあるのだが、この時はすべて忘れていて、映画「U2/魂の叫び」には本番直前にメンバーがリハーサルをしている姿が映っている。ボノは「All I got is a red guitar, three chords and the truth（俺にあるのは赤いギターと三コード、そして真実だけ」という歌詞を付け足して歌っており、また演奏中、壁画に罰金を課すサンフランシスコ市の条例に抗議して、噴水の壁に「Stop The Traffic - Rock n Roll」と書き殴った。逮捕される可能性のあるパフォーマンスだったが、プロモーターのビル・グラハムが手を回して、翌日には落書きを消させ、難を逃れた。
エンジニアのミスでイントロのギターが録音されていなかったので、後でエッジが付け足した。

## その他のバージョン
ニール・ヤング、デイヴ・メイスン、グレイトフル・デッド、デイヴ・マシューズ・バンド、プリンス、ブライアン・フェリー、XTC、パール・ジャム、ポール・ウェラー、リッチー・ヘブンス、ジェフ・ヒーリー、レニー・クラヴィッツ、エリック・クラプトン、ジョン・メイヤー、タジ・マハール、キザイア・ジョーンズ、スティーヴ・ハケット、ジョン・ウェットン、CHARなど、多くのミュージシャンがカバーしている。1977年にはマホガニー・ラッシュが全米Top 40に送り込んだ。